# Solenopsis oraniensis
Solenopsis oraniensis är en myrart som beskrevs av Auguste-Henri Forel 1894. Solenopsis oraniensis ingår i släktet eldmyror, och familjen myror. Inga underarter finns listade i Catalogue of Life.